# Monika Vyslouzil
Monika Vyslouzil (geboren am 4. Mai 1956 in Wien)  ist eine österreichische Sozialarbeiterin, Soziologin und Hochschullehrerin. Seit Juni 2014 fungiert sie als Rektorin der Fachhochschule St. Pölten.

## Leben und Werk
Vyslouzil ist in Wien geboren und aufgewachsen, absolvierte hier Volksschule, Gymnasium und die Ausbildung zur Sozialarbeiterin. Unmittelbar nach ihrem Abschluss im Jahr 1976 begann sie am Landesgericht II in Wien zu arbeiten. 1979 absolvierte sie ein viermonatiges Studienprogramm in Deutschland und wechselte danach an das Psychosoziale Zentrum in Mistelbach in Niederösterreich. 1980 begann sie, Soziologie und Publizistik zu studieren. 1981 absolvierte sie ein Volontariat in einem Übergangswohnheim der Richmond Fellowship in London, danach war sie zwei Jahre lang freiberuflich als Mitarbeiterin von Heinz Katschnig für Projekte der Depressionsforschung an der Psychiatrischen Universitätsklinik am AKH Wien tätig. Von Mai 1983 bis Mai 1984 war Vyslouzil als Sozialarbeiterin in einer Notschlafstelle für psychisch Kranke in Chicago und in einer ambulanten Intensivnachbetreuung in Minneapolis tätig. Danach kehrte sie ans Psychosoziale Zentrum in Mistelbach zurück und schloss im Oktober 1985 ihr Magister-Studium der Soziologie ab. 
Es folgten ein Projekt am Ludwig Boltzmann Institut für Medizinsoziologie, vier Jahre Lehrtätigkeit an der Bundesakademie für Sozialarbeit in St. Pölten, vier Jahre als Universitätsassistentin an der Universität Wien (während dieser Zeit promovierte sie auch in Soziologie) und zehn Jahre als Direktorin der Bundesakademie für Sozialarbeit. Ab 2005 wirkte Vyslouzil als Fachbereichsleiterin für Sachwalterschaft im VertretungsNetz in Wien, seit 2010 ist sie FH-Professorin an der FH St. Pölten im Fach Bereich Soziale Arbeit und leitete bis 2014 das dortige Ilse Arlt Institut für Soziale Inklusionsforschung. Seit Juni 2014 ist sie Rektorin der Fachhochschule.
Vyslouzil war und ist in zahlreichen Gremien und Organisationen vertreten, darunter der Österreichische Berufsverband Diplomierter SozialarbeiterInnen und die International Federation of Social Workers (deren Vertretung bei den Vereinten Nationen sie eine Zeit lang innehatte), weiters in einem Subgremium des Menschrechtsbeirates des Bundesministeriums für Inneres, im Fachhochschulrat oder in der Jury des Alexander-Friedmann-Preises, der vom Psychosozialen Zentrum ESRA verliehen wird. Sie war und ist auch in einer Reihe internationaler Projekte, wie Erasmus oder PHARE, beteiligt.
Neben Fragen der Ausbildung und des Berufsstandards zählen folgende Bereiche zu ihren Arbeitsschwerpunkten: Diversität, Menschenrechte, Partizipationskonzepte, Gesundheitsprävention, Obdachlosigkeit und Rechte von Menschen mit Behinderungen. 2003 war sie an einem Gutachten über den „Pflegenotstand in Österreich“ beteiligt, 2013/14 untersuchte sie mit ihren Studierenden die Psychosozialen Angebote im oberen Waldviertel. Ein besonderes Anliegen ist es ihr auch, die Gaps in Education zu schließen oder zumindest zu verringern. Seit 2014 engagiert sie sich bei Zero Project der Essl Foundation.

## Publikationen

### Herausgeberschaft
- Grigori, Eva / Vyslouzil, Monika (Hg.) (2018): 34 Begegnungen, Sozialpädagogik. LIT Verlag, Wien.
- Pantuček-Eisenbacher, Peter / Vyslouzil, Monika (Hg.) (2015): 30 Tage Sozialarbeit. Berichte aus der Praxis. LIT Verlag, Wien.
- Pantuček-Eisenbacher, Peter / Vyslouzil, Monika / Pflegerl, Johannes (Hg.) (2015): Sozialpolitische Interventionen. Eine Festschrift für Tom Schmid. St. Pölten.
- Pflegerl, Johannes / Vyslouzil, Monika / Pantucek, Gertraud (Hg.) (2013): passgenau helfen - soziale arbeit als mitgestalterin gesellschaftlicher und sozialer prozesse. festschrift für peter pantuček. LIT Verlag, Wien.
- Brandstetter, Manuela / Schmid, Tom / Vyslouzil, Monika (Hg.) (2012): Community Studies aus der Sozialen Arbeit. Theorien und Anwendungsbezüge aus der Forschung im kleinstädtischen/ländlichen Raum. Münster, LIT Verlag.
- Brandstetter, Manuela / Vyslouzil, Monika (Hg.) (2010): Soziale Arbeit im Wissenschaftssystem. Von der Fürsorgeschule zum Lehrstuhl. Wiesbaden, VS Verlag.
- Pantuček, Peter / Schmid, Tom / Vyslouzil, Monika (Hg.) (2008): Recht. SO – Menschenrechte und Probleme der Sozialarbeit. Festschrift für Karl Dvorak. St. Pölten.

### Artikel (Auswahl)
- Amegah, Thomas / Amort, Frank Michael / Antes, Gernot / Haas, Sabine / Knaller, Christine / Peböck, Markus / Reif, Martin / Spath-Dreyer, Ines / Sprenger, Martin / Strapatsas, Michaela / Türscherl, Elisabeth / Vyslouzil, Monika / Wolschlager, Veronika (2013): Gesundheitsfolgenabschätzung (GFA) in Österreich. Leitfaden für die Praxis. online verfügbar unter http://bmg.gv.at/cms/home/attachments/9/2/4/CH1420/CMS1385724297223/gfa-leitfaden_20131120.pdf
- Auer, Katharina / Vyslouzil, Monika (2013): Zufriedenheit von Klientinnen mit der Qualität der Sachwalterschaft. Studienergebnisse zur Tätigkeit des Niederösterreichischen Landesvereins für Sachwalterschaft und Personenvertretung. In: iFamZ Interdisziplinäre Zeitschrift für Familienrecht. Beratung – Unterbringung – Rechtsfürsorge. Nr. 2, 91–93.
- Auer, Katharina / Vyslouzil, Monika (2012): KlientInnenbefragung. In: zursache - Zeitung des NÖ Landesvereins für Sachwalterschaft und Bewohnervertretung. Nr. Dezember 2012, 1–2.
- Hengl, Stefanie / Vyslouzil, Monika (2013): Frühe Hilfen. Ein Blick auf das Angebot in Niederösterreich. In: soziales_kapital, wissenschaftliches journal österreichischer fachhochschul-studiengänge soziale arbeit., Jg. 9. online verfügbar unter https://soziales-kapital.at/index.php/sozialeskapital/article/view/266/407
- Nagode, Ingrid / Vyslouzil, Monika (2013): KlientInnenzufriedenheit mit SachwalterInnen des NÖ Landesvereins für Sachwalterschaft und Bewohnervertretung. (NÖLV-)Schlüsse für eine bevorstehende Sachwalterreform. In: SIÖ - Sozialarbeit in Österreich. Nr. 2/13, 37–41.
- Pantuček, Peter / Vyslouzil, Monika (2012): Forschen und Agieren im sozialen Raum – lokale Inklusionsforschung des Arlt Instituts der FH St. Pölten. In: Brandstetter, Manuela / Schmid, Tom / Vyslouzil, Monika (Hg.): Community Studies aus der Sozialen Arbeit. Theorien und Anwendungsbezüge aus der Forschung im kleinstädtischen/ländlichen Raum. Münster, LIT Verlag, 405–415.
- Sommer, Sabine / Vyslouzil, Monika (2012): Analyse und Evaluation im Kontext Schulsozialarbeit. In: Bakic, Josef / Coulin-Kuglitsch, Johanna (Hg.): Blickpunkt: Schulsozialarbeit in Österreich. Wien, Löcker, 139–150.
- Vyslouzil, Monika (2015): Lieferant*innen, Empfänger*innen, Partner*innen. Die wechselnden Rollen der Angehörigen von Menschen mit psychischen Krankheiten, in: Pantuček-Eisenbacher, P., Vyslouzil, M., Pflegerl, J. (Hg.), Sozialpolitische Interventionen. Eine Festschrift Für Tom Schmid. FH St. Pölten, St. Pölten, pp. 139–149.
- Vyslouzil, Monika (2014): Looking at specific aspects of the implementation of the UN CRPD (Convention on the Rights of Persons with Disabilities) in Austria. In: Social Dialogue. Nr. 9, Jg. 3, 12–15. online verfügbar unter http://www.social-dialogue.com/SDpdf/VOL.9.pdf
- Vyslouzil, Monika (2013): Richtungen statt Rezepte. Maria Dorothea Simon beeinflusst die Profession und ihre Ausbildung. In: Pflegerl, Johannes / Vyslouzil, Monika / Pantucek, Gertraud (Hg.): passgenau helfen - soziale arbeit als mitgestalterin gesellschaftlicher und sozialer prozesse. festschrift für peter pantuček. Münster, LIT Verlag, 93–102.
- Vyslouzil, Monika (2012): User*innen Involvement - Gedanken zur Diskussion. In: SIÖ - Sozialarbeit in Österreich. Nr. 3, 20–21.
- Vyslouzil, Monika (2011): Würdigung des Zentrums für interkulturelle Psychotherapie ANKYRA. In: Gemeindenahe Psychiatrie. Zeitschrift für die Praxis der Psychiatrie und Psychotherapie. Nr. 4, 189–191.
- Vyslouzil, Monika (2010): Neue und immer wiederkehrende Problemlagen verlangen nach eigenständiger systematischer Befassung. In: Brandstetter, Manuela / Vyslouzil, Monika (Hg.): Soziale Arbeit im Wissenschaftssystem. Von der Fürsorgeschule zum Lehrstuhl. Wiesbaden, VS Verlag, 261–269.
- Vyslouzil, Monika (2010): Schulsozialarbeit - warum, wie, wo, ... In: Sozialarbeit in Österreich (SIÖ). Nr. 1, 8–12.